# Coenotes maximus
Coenotes maximus är en fjärilsart som beskrevs av Clark 1922. Coenotes maximus ingår i släktet Coenotes och familjen svärmare. Inga underarter finns listade i Catalogue of Life.